# Peucetia pawani
Peucetia pawani är en spindelart som beskrevs av Gajbe 1999. Peucetia pawani ingår i släktet Peucetia och familjen lospindlar. Inga underarter finns listade i Catalogue of Life.